# Phaenocarpa aggressiva
Phaenocarpa aggressiva is een vliesvleugelig insect (orde Hymenoptera) uit de familie van de schildwespen (Braconidae). De wetenschappelijke naam van de soort werd in 1975 gepubliceerd door Maximilian Fischer.